# جينيس تشيدزيكوي
جينيس تشيدزيكوي (بالإنجليزية: Genius Chidzikwe)‏ مواليد 3 أغسطس 1979، هو لاعب كرة مضرب زيمبابوي سابق بدأ مسيرته كمحترف سنة 1996 وكان يلعب باليد اليمنى. أعلى تصنيف له في الفردي كان المركز الـ 389. أعلى تصنيف له في الزوجي كان 380.

## النهائيات
| الرقم | التاريخ        | الدورة | الأرضية | المنافس في النهائي | النتيجة       |
| 1.    | أغسطس 18, 2003 | لاغوس  | صلبة    | فالنتين سانون      | 6–1, 7–6(7–2) |

## روابط خارجية
- جينيس تشيدزيكوي على موقع رابطة محترفي التنس (الإنجليزية)
- جينيس تشيدزيكوي على موقع الاتحاد الدولي لكرة المضرب (الإنجليزية)
- جينيس تشيدزيكوي على موقع خلاصة التنس.كوم (الإنجليزية)